# Xanionotum spiniceps
Xanionotum spiniceps är en tvåvingeart som först beskrevs av Borgmeier 1923.  Xanionotum spiniceps ingår i släktet Xanionotum och familjen puckelflugor. Inga underarter finns listade i Catalogue of Life.